# Nevogilde (Lousada)
Nevogilde es una freguesia portuguesa ubicada en el municipio de Lousada, con una superficie de 3,61 km², una población de 2638 habitantes y una densidad de 730,7 hab./km².